# Герман Шефер
Герман Рудольф Шефер (нім. Hermann Rudolf Schäfer; 6 квітня 1892, Ремшайд, Німецька імперія — 16 травня 1966, Бад-Годесберг, ФРН) — західнонімецький державний діяч, федеральний міністр з особливих доручень ФРН (1953—1956).

## Біографія

### Початок кар'єри і партійна діяльність
Отримав вищу освіту в галузі політології та економіки, а також газетно-видавничої справи, у 1914 р. захистив докторську дисертацію на тему «Преса німецького робітничого руху». Під час навчання
набув студентське об'єднання SBV Nordalbingia Leipzig. Деякий час працював як редактор, а з 1914—1918 рр. служив солдатом на фронтах Першої світової війни. Після звільнення з полону (1920) до 1934 р. був керуючим директором, а потім — виконавчим директором Асоціації керівних службовців (Vela). З 1935 р. працював клерком в Ганзейської додаткової лікарняній касі, з 1946 р. стає її керівником. Під час Другої світової війни він був капітаном резерву на посади Уповноваженого з технічних засобів зв'язку в Берліні.
Перед початком Першої світової війни він вступив до лав лівою-ліберальної Прогресивної народної партії. У 1920 р. приєднався до Німецької демократичної партії.
Після закінчення Другої світової війни у вересні 1945 р. був одним з тих, хто сприяв відтворення Партії вільних демократів, яка невдовзі отримала назву Вдп. У 1946 р. був обраний заступником голови регіонального відділення партії в Гамбурзі. У 1947 р. був обраний заступником голови Вдп у британській зоні окупації. З 1950 по 1955 рр .. — заступник голови Вдп. Незважаючи на те, що він вважався представником лівого крила партії, у лютому 1956 р. політик приєднався до «групи Ойлера», яка швидше ставилася до прихильників правих поглядів, які згодом заснували Вільну Народну партію, об'єднався роком пізніше з Німецькою партією. В 1961 р. він повернувся до лав Вдп.

### Політична кар'єра
У 1925—1932 рр. обирався членом міської ради Кельна і з 1929 р. очолював там фракцію Німецької демократичної партії. З 1947 р. був членом Консультативної ради британської зони окупації, у 1948—1949 рр. — членом парламентського ради та його віце-президентом. У цій якості разом з Конрадом Аденауером і Адольфом Шенфельдером готував Конституції ФРН, прийняту в травні 1949 р. і під якою стоїть його підпис. Він також очолював комісію Парламентського ради, яка розглядала питання про тимчасове розміщення федеральних органів влади. Комісія запропонувала Раді зробити вибір між Бонном і Франкфуртом, відхиливши варіанти Касселя і Штутгарта.
З 1949 по 1957 рр. обирався депутатом німецького бундестагу, а з 1949 по 1953 рр. обіймав посаду віце-президента. Одночасно в 1950—1953 рр. був членом Парламентської асамблеї Ради Європи.
У 1949—1951 в 1952—1953 рр. очолював фракцію Вдп в бундестазі, у проміжку між цими датами був заступником її голови.
У лютому 1956 р. разом з представниками так званої «Групи Ойлера» покинув лави фракції Вдп і залишався безпартійним депутатом. У березні 1956 р. став членом освіченого «Демократичного Робітничого об'єднання», з якої в кінцевому підсумку була утворена об'єднана депутатська група Німецької партії в. Вільної Народної партії.                                            
В 1953—1956 рр. — федеральний міністр з особливих доручень  ФРН в кабинеті Конрада Аденауера.

## Нагороди та звання
Великий хрест 1-го ступеня ордена «За заслуги перед Федеративною Республікою Німеччина» (1956).